# Neurogenia fujianensis
Neurogenia fujianensis är en stekelart som beskrevs av He 1985. Neurogenia fujianensis ingår i släktet Neurogenia och familjen brokparasitsteklar. Inga underarter finns listade i Catalogue of Life.